# J. W. Guttknecht
J. W. Guttknecht (auch Gutknecht geschrieben) war ein deutscher Schreibwarenhersteller aus Stein bei Nürnberg, der im 19. Jahrhundert zeitweise zu den bedeutendsten Bleistiftfabriken gehörte und während seines Bestehens das älteste Unternehmen dieser Branche in Deutschland war.

## Geschichte

### Anfänge
Das Unternehmen geht zurück auf den aus Frankfurt am Main stammenden Johann Andreas Guttknecht († 9. April 1799; Sohn des Drechslermeisters Andreas Guttknecht), der seit 1750 in Stein Bleistifte herstellte. In Stein wurden spätestens seit 1717 nachweislich Bleistifte in kleinen Werkstätten gefertigt. Kaspar Faber, der später den Grundstein für die Firma Faber-Castell legte, arbeitete zunächst mit dem erfahrenen Bleistiftmacher Guttknecht zusammen, um bei diesem vertiefte Kenntnisse in der Bleistiftherstellung zu erwerben, da Faber als normaler Schreiner nur über wenig Wissen in diesem Tätigkeitsbereich verfügte. Kaspar Faber hatte kurze Zeit später Erfolg mit dem Verkauf der von ihm selbst hergestellten Bleistifte, sodass Guttknecht um sein eigenes Einkommen fürchtete, und er Faber des „Pfusches“ bezichtigte, sowie ihm das Bleistiftmachen verbieten wollte. Da es sich bei der Bleistiftherstellung zu dieser Zeit jedoch um ein „unzünftiges“, also ein freies Gewerbe handelte, durfte es (bis 1795) jedermann ohne Einschränkungen ausüben.

### Weitere Entwicklung
Um 1790 übernahm Johann Andreas Guttknechts Sohn Johann Lothar (* 10. Juni 1761; † 17. Dezember 1827) den väterlichen Betrieb, der seit Ende des 18. Jahrhunderts „fabrikmäßig“ Bleistifte herstelle. Durch die Bleistiftfabrikation konnte die Familie Guttknecht ein für die damalige Zeit ansehnliches Vermögen verdienen. 1796 errichtete Johann Lothar Guttknecht das (heute noch existierende) stattliche Sandsteinhaus in der Steiner Mühlstraße, in dem sich dann zeitweise auch der Sitz beziehungsweise die Verwaltung der Fabrik befand. Die Guttknechts setzten bereits vor Faber auf die Wasserkraft für ihre Fabrikation. Beide Firmen trieben in „gesunder Rivalität“ die industrielle Entwicklung der Gegend voran, eine „scharfe Konkurrenz“ beider bestand eher zu Nürnberger Bleistiftherstellern als untereinander.
Das vierte Kind Johann Lothars, Johann Wilhelm Guttknecht (* 14. Januar 1812; † nach 1872), übernahm nach dem Tod seines Vaters die Fabrik und änderte den Namen in J. W. Guttknecht. 1842 stellte er für die Steiner Schulkinder ein neues Gebäude als „Schullokal“ zur Verfügung. Ein Lager von Guttknechts Fabrik befand sich im ehemaligen Steiner Bethaus, sodass der Bau einer neuen Kirche notwendig wurde, deren Hauptfinanzier Lothar von Faber war. Johann Wilhelm Guttknecht, der selbst keine Kinder hatte, verkaufte die Fabrik am 13. März 1865 an die Nürnberger Kaufleute Franz Ludwig August Elßmann und Friedrich Wilhelm Hermann Haas (* 1839). Guttknecht lebte seit dem Verkauf als Privatier in der Fürther Straße in Nürnberg.
Neben der Wasserkraft bestanden in der Fabrik zwei Dampfmaschinen als Antrieb für die weiteren Fabrikationsmaschinen. 1874 waren bei J. W. Guttknecht 152 Personen beschäftigt, die Fabrik war damit zu diesem Zeitpunkt nach A. W. Faber und J. J. Rehbach die drittgrößte deutsche Bleistiftfabrik und galt als eine der damals acht „allgemein und rühmlichst bekannten Firmen“ der 26 bayerischen Bleistifthersteller.

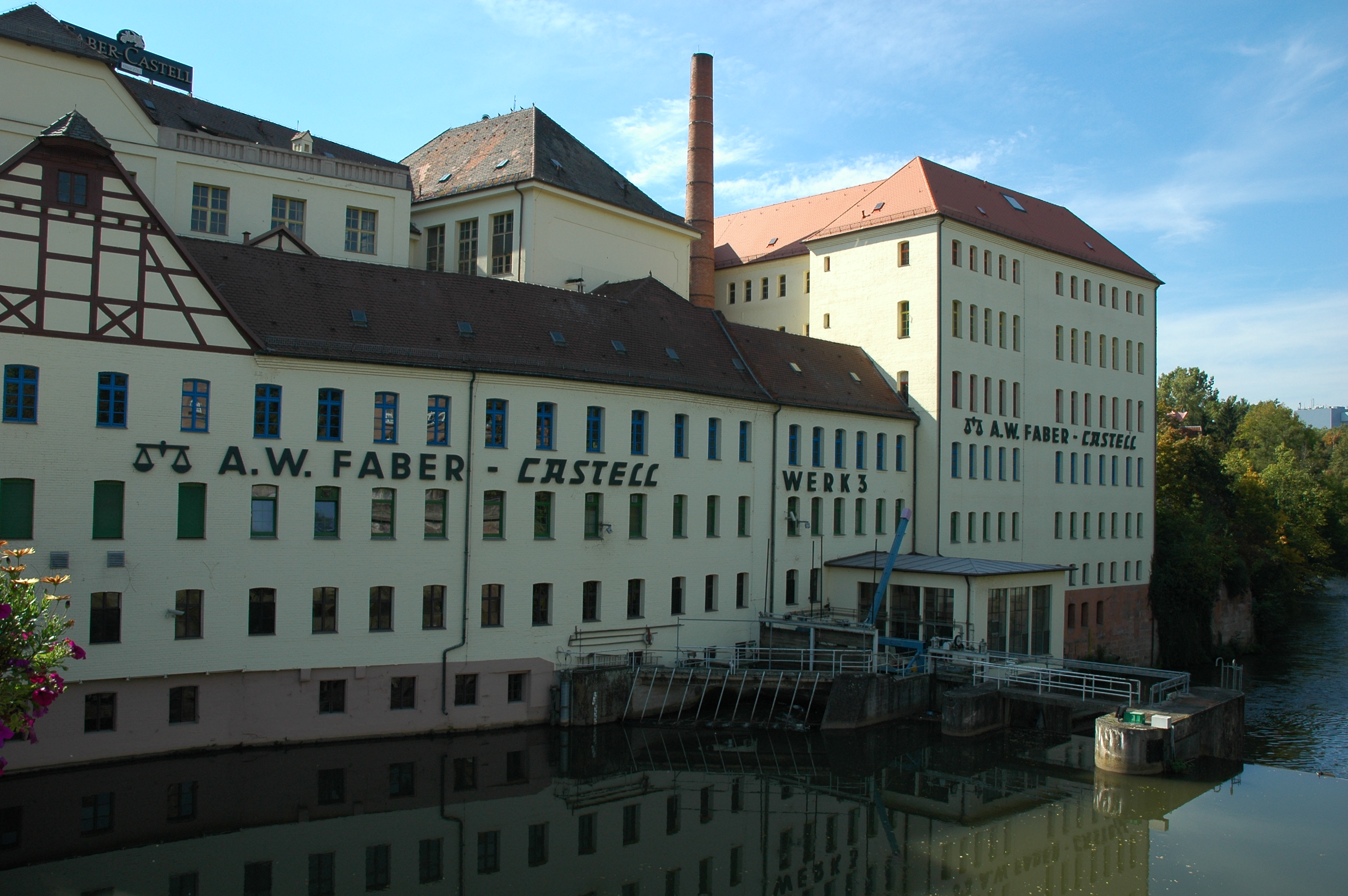
Die „Guttknecht-Waage“ als Markenzeichen von A. W. Faber auf den Gebäuden der ehemaligen Minenfabrik Faber-Castells in Stein.

Das bekannte Warenzeichen des Unternehmens, eine stilisierte Waage, ließ sich die Fabrik am 8. Mai 1875 beim Königlichen Handelsgericht in Nürnberg eintragen. J. W. Guttknecht hatte ein international breit aufgestelltes Vertreternetz mit Agenten in Paris, London, New York (dort das Verlagshaus American News Company), Wien, Sydney, Odessa, Lissabon, Stockholm sowie Christiania. In den skandinavischen Ländern fanden die Produkte besonders Absatz. Des Weiteren waren in Berlin, Hamburg und Leipzig Handelsvertretungen.
Zum 15. März 1876 trat Franz Elßmann aus der Firma aus, Haas übernahm dessen Anteile und war fortan alleiniger Eigentümer der Fabrik. Haas hatte seitdem jedoch wenig Glück und Erfolg: Zwar war die Fabrik auf der Weltausstellung in Sydney 1879/80 vertreten und ihre Produkte wurden dort mit dem „1. Preis“ ausgezeichnet, jedoch verschuldete sich J. W. Guttknecht zusehends und Friedrich Haas beziehungsweise die Firma musste Ende August 1893 Insolvenz anmelden, einige Zeit später beging Haas Suizid. Daraufhin wurde die Bayerische Hypotheken- und Wechselbank für kurze Zeit Eigentümerin der Fabrik, bis bei einer Zwangsversteigerung 1894 die Kaufleute Jakob, Eckert und Betz den Zuschlag für J. W. Guttknecht erhielten; Betz wurde 1899 Alleinbesitzer. 1897 war J. W. Guttknecht noch bei der Sächsisch-Thüringischen Industrie- und Gewerbe-Ausstellung in Leipzig vertreten und es wurde ihnen für die Fabrikate die Bronzemedaille des Fürstentums Schwarzburg-Rudolstadt zuerkannt. 1907 erwarb das Ehepaar Faber-Castell für 100.000 Mark die J. W. Guttknecht'sche Fabrik und betrieb das Werk bis mindestens Ende der 1930er-Jahre weiter. Das Warenzeichen von Guttknecht, die Waage, wurde zum Markenzeichen der Fabrikate von Faber-Castell.

### Sonstiges
Die Guttknechtstraße in Stein wurde in Erinnerung an das Unternehmen benannt. Des Weiteren erhielt ein Steiner Seniorenheim, zwischen Mühlstraße und Feuerweg gelegen, in Anlehnung an die Fabrik den Namen Guttknechtshof.